# نيفتيس
نيفتيس  وبالمصرية القديمة «نبت حوت» ومعناها «سيدة البيت»، هي إلهة للولادة وللموتى طبقا للمعتقدات الدينية المصرية القديمة. وطبقا ل اسطورة إيزيس وأوزوريس أن نبت حوت كانت أختا ل أوزوريس وإيزيس، وأنهم الثلاثة أبناء جب إله الأرض ونوت آلهة السماء. ذكرت نبت حوت في نصوص الأهرام الشهيرة، بأن نيفتيس كانت أيضا «إلهة الجنوب».

## صور

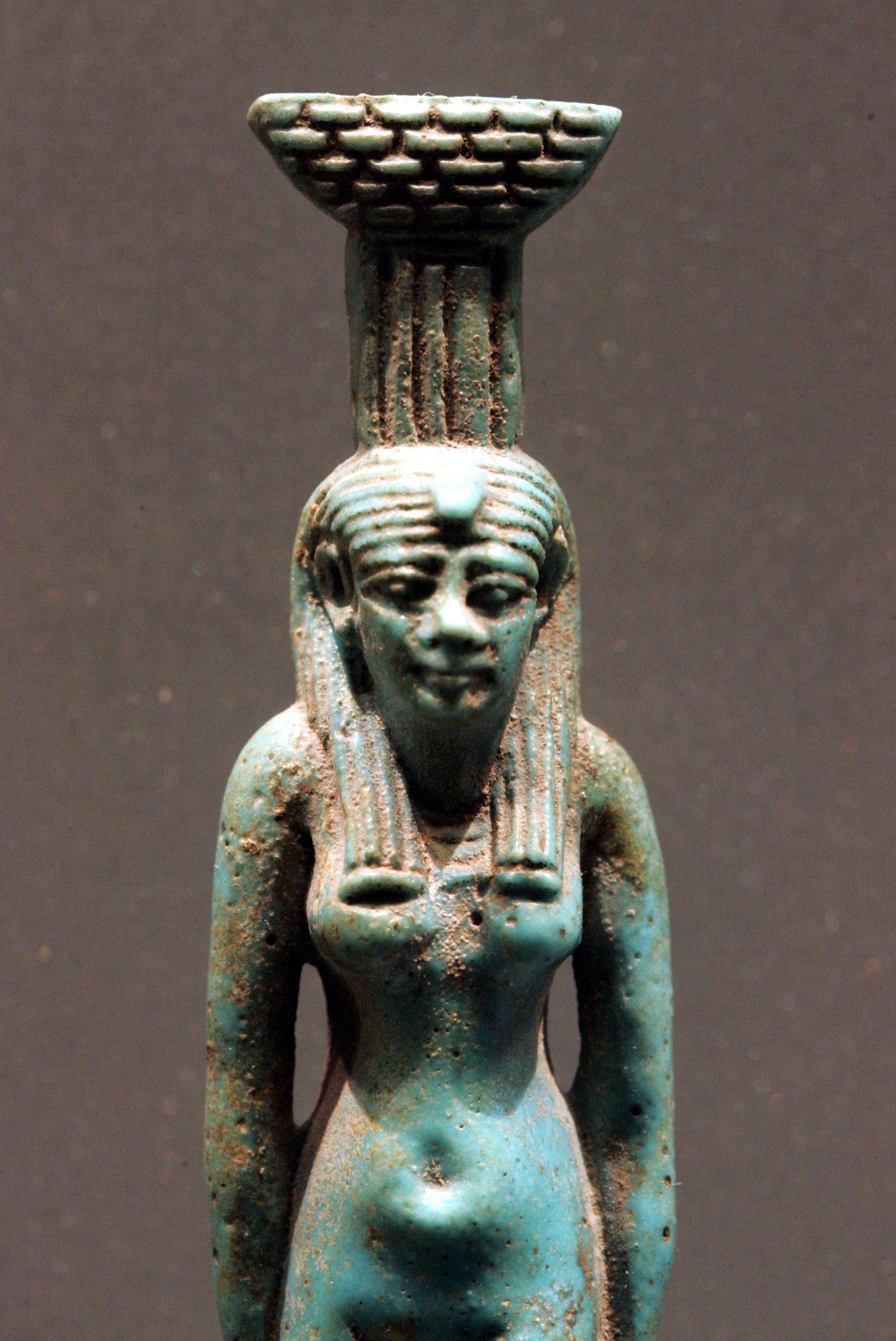
نفتيس - متحف اللوفر، باريس، فرنسا
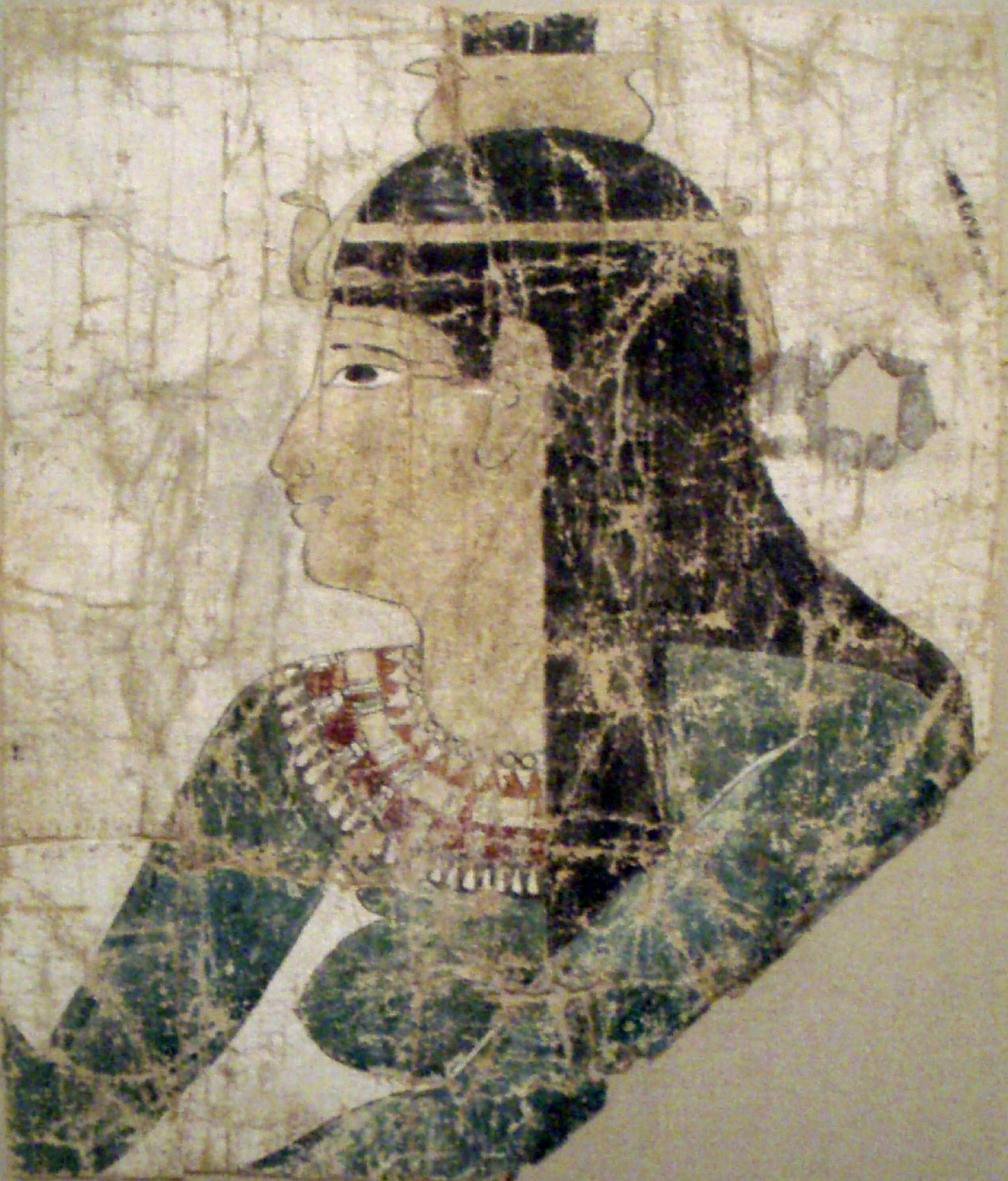
رسم صورة نفتيس - العصر اليوناني والروماني متحف المتروبوليتان للفنون

## اقرأ أيضا
- إيزيس
- أوزيريس
- اسطورة إيزيس وأوزوريس